# Mazda 787
Chronologie des modèles (1990)
Mazda 767B Mazda 787B
La Mazda 787, homologuée pour courir dans la catégorie FIA Groupe C de la fédération internationale du sport automobile (FISA). Elle est construite et développée par Mazda et sa filiale Mazdaspeed pour participer au championnat du monde des voitures de sport, ainsi qu'au championnat du Japon de sport-prototypes.

## Aspects techniques
La conception initiale de la 787 était une évolution des 767, 767B qui avaient été utilisés par Mazda en 1988 et 1989. De nombreux éléments mécaniques de la 767 ont été repris par Nigel Stroud quand il a conçu la 787, mais avec quelques exceptions notables.
Tout d'abord le remplacement du moteur rotatif Wankel 13J de la 767. À sa place, le tout nouveau R26B a été installé. Le R26B est très proche du 13J en termes de disposition et cylindrée, mais il inclut de nouveaux éléments de conception tels qu'une admission variable en continu et trois bougies par rotor à la place de deux. Cela a permis d'obtenir une puissance maximale de 900 ch (670 kW) qui fut limitée à 700 ch pendant la course afin de favoriser la longévité. La boîte de vitesses à cinq rapports de Porsche a été retenue.
Les autres modifications apportées à la conception de la 787 incluent un déplacement des radiateurs. Initialement placé à côté du poste de pilotage sur la 767, un nouveau radiateur unique a été intégré dans le nez de la 787. L'air se déplace du nez émoussé de la voiture sous la carrosserie et à travers le radiateur avant de sortir dans le haut du nez. Un "Flap Gurney" a été apposé à la sortie de radiateur pour augmenter l’appui sur l'avant. Ce nouvel emplacement du radiateur signifiait également une refonte des portes de la voiture (emplacement de l'ancien radiateur). La prise d'air devant la porte et la sortie derrière ne sont plus nécessaires et sont donc supprimées, donnant à la 787 une conception de carrosserie lisse. Pour aider le moteur placé à l'arrière et le refroidissement des freins, les prises d'air ont été placées sur la carrosserie latérale, immédiatement au-dessus des évents de refroidissement des gaz d'échappement.
Comme précédemment, la monocoque conçue par Nigel Stroud a été construite à partir de carbone et kevlar par Advanced Composite Technology au Royaume-Uni. Des panneaux de carrosserie en fibre de carbone ont été apposés sur les deux châssis initiaux qui ont été construits en 1990. 
Après la saison 1990, Mazda a poursuivi le développement du châssis 787 pour apporter des améliorations à son rythme et à sa fiabilité. Le développement majeur est le système d'admission pour les rotors. Dans le passé, Mazda avait développé des pipes d'admission télescopiques de longueur variable pour optimiser la puissance et le couple moteur sur différents régimes. En 1991, le système est devenu variable en continu, contrairement aux versions précédentes qui avaient des pas pour les différents régimes moteur.

## Histoire en compétition